# Euphaea basalis
Euphaea basalis là loài chuồn chuồn trong họ Euphaeidae (Epallagidae). Loài này được Laidlaw mô tả khoa học đầu tiên năm 1915.